# Guillaume Logiest
Guillaume "Guy" Logiest (1912-1991) was een Belgisch militair officier. Hij was een hooggeplaatste officier in de Belgische kolonie Ruanda-Urundi. Onder zijn leiding werd aldaar een politiek landschap gecreëerd dat voorzag in de eerste democratische verkiezingen en de onafhankelijkheid van Rwanda en Burundi op 1 juli 1962.

## Levensloop
Logiest werd geboren in een Franssprekende familie in Gent. Hij werd militair en klom doorheen de militaire rangen.
Hij werd de hoogstgeplaatste militaire officier in koloniaal Rwanda (Ruanda-Urundi). Van 1959 tot 1962 was Logiest er gedetacheerde militaire vertegenwoordiger. Tijdens de Rwandese Revolutie van 1959-1961 wierpen de Hutu's de Tutsi-monarchie omver. Ondanks hun minderheid ten opzichte van de Hutu's regeerden de Tutsi's het gebied reeds voor eeuwen en werden zij boven de Hutu's verkozen door de Duitse en Belgische koloniale bezetter. Tijdens deze periode waarin Rwanda ontwikkelde richting onafhankelijkheid hielp Logiest met het creëren van een politieke administratie. Dit hield onder meer de organisatie van verkiezingen in, waarin werd verwacht dat Hutu's een meerderheid zouden behalen. De rest van 1962 diende Logiest als hoge vertegenwoordiger in Rwanda. Hij werd opgevolgd door Félix Standaert, de eerste Belgische ambassadeur in Rwanda.
In 1988 bracht hij zijn autobiografie, Mission au Rwanda, uit. Hierin behandelde hij zijn rol in het Rwanda-conflict.